# Idea silayara
Idea silayara är en fjärilsart som beskrevs av Martin 1914. Idea silayara ingår i släktet Idea och familjen praktfjärilar. Inga underarter finns listade i Catalogue of Life.